# Skandinaviska Elverk
AB Skandinaviska Elektricitetsverk, senare AB Skandinaviska Elverk, SEV, även kallat endast Elverk, var ett svenskt företag som bildades i december 1902 med syfte att utföra, förvärva och äga belysnings- och kraftanläggningar. Bolagets verksamhet är sedan 2002 helt integrerad i Fortum.

## Historik
Bolaget hade en föregångare i Nordiska AB för elektriska anläggningar (NAEA), vilket grundats 1898 av Asea och AB de Lavals Ångturbin, men gick med förlust. Detta bolags tillgångar och skulder övertogs den 1 januari 1903 av AB Skandinaviska Elektricitetsverk. I SEV:s första styrelse ingick Daniel Norrman, Carl Fredrik Vougt och Harald Thoresen, som utsågs till verkställande direktör. Suppleanter var Frithiof Hörlin och Erland Berglöf.
SEV övertog från NAEA bland annat elektricitetsverken i Härnösand, 
Söderhamn, Kristinehamn, Uddevalla och Saltsjöbaden samt Kungsholmens elektricitetsverk och den så kallade Barnhusblockcentralen, båda i Stockholm (med undantag för Saltsjöbadens elektricitetsverk blev dessa anläggningar sedermera kommunaliserade). År 1905 fick SEV koncession på elektricitetsverken i Vänersborg och Strömstad och året därpå i Hörby. SEV tecknade också kontrakt med Trollhättans Kraft AB om leverans av energi till Vänersborg och Uddevalla. År 1907 ingicks ett avtal om eldistribution i Sundbybergs köping och därefter ingicks liknande avtal med ett flertal förorter norr om Stockholm. Denna verksamhet bedrevs av det 1908 bildade AB Sundbybergs Elektricitetsverk,  i vilket även Sundbybergs köping var intressent. År 1910 engagerade sig SEV även i elektriska spårvägar genom ekonomiskt intresse i Sundsvalls Spårvägs AB och A/S Odense Elektriske Sporvej. Bolaget ingick även ett avtal med staden Assens på Fyn, varigenom A/S Assens Elektricitetsverk byggdes. 
År 1912 blev Asea majoritetsägare i SEV, varvid Sigfrid Edström blev ordförande i styrelsen, som även kom att bestå av Carl Fredrik Vougt, Anders Sjöstedt och John Fredholm. Den sistnämnde var bolagets verkställande direktör 1913–1919. Han efterträddes av Thorsten Ericson, som dock lämnade SEV redan 1920, varefter Sven L:son Depken, vid sidan av sin ordinarie tjänst som chef för Aseas verk i Ludvika, övervakade bolaget till 1922. Under åren 1922–1930 var den högsta ledningen förlagd till Aseas huvudkontor i Västerås med Jonas Lindström som platschef vid SEV:s huvudkontor i Stockholm. År 1930 utsågs Lindström till verkställande direktör i bolaget.
Under Lindströms ledning ägde och förvaltade SEV direkt bland annat Saltsjöbadens och Strömstads elektricitetsverk. Man drev även ett mindre bolag för eldistribution på Tjörn och större delen av Orust och annat dylikt för Öckerö skärgård och en del av fastlandet. Mindre företag var även verksamma i Dalsland och Stockholms skärgård. Som dotterbolag drevs A/S Assens Elektricitetsverk (bildat 1910), AB Vänersborgs Elektricitetsverk (1921), AB Gotlands Kraftverk (1927), Smålands Kraft AB (1928), Siljansbygden Kraft AB (1929), AB Ludvika Kraftverk (1931), Storviks Kraft AB (1933), Bollnäs Kraft AB (1935–1982), Västbo Kraft AB (1945) och Färila Elektriska Kraft AB (1947) sedermera Färila Kraft AB till och med 1982. Efter Lindströms frånfälle tillträdde 1952 Ulf Glimstedt som verkställande direktör, en befattning som han innehade till 1978. Övriga bolag som köptes upp år 1946 var Loos Elektriska AB (sedermera Los Elektriska AB) vilka därefter ändrade namn till Dönje Kraft AB år 1952.
Inom Asea började man 1946 diskutera en försäljning av SEV. Ett självständiggörande förbereddes 1958 genom att koncernens krafttillgångar samlades i ett särskilt bolag, Voxnan Kraft AB, i vilket Asea och SEV ägde 65 resp. 35% av aktierna. År 1959 såldes en minoritetspost i SEV och 1965 sålde Asea ytterligare aktieposter. Till följd av detta kom Asea att äga något mindre än 50% av aktierna i SEV, ett förhållande som bestod till 1981, då SEV åter blev ett dotterbolag till Asea. År 1964 köpte SEV distributionsverksamheten inom Yngeredsfors Kraft AB av Papyrus AB och 1966 överfördes verksamheten inom Västbo Kraft AB till Yngeredsfors Kraft AB. Från 1978 till 1988 var Kjell Högfelt verkställande direktör för SEV. Då ABB-koncernen tillkom 1988 blev Högfelt verkställande direktör i det då bildade Asea AB, i vilket SEV ingick som en division ledd av Orvar Pettersson. Den sistnämnde var verkställande direktör i SEV 1991–1994.
Investmentbolaget Incentive sålde i juli 1996 SEV till Gullspångs Kraft AB. Vid årsskiftet 1998/1999 sammanslogs Gullspångs Kraft AB med Stockholm Energi och till Birka Energi. Efter att Stockholms kommun 2002 sålt sin andel är Birka Energi numera helt i integrerat i Fortum.